# Lijst van staatsparken in Californië
Dit is een lijst van de staatsparken (state parks) in de Amerikaanse staat Californië, gesorteerd per county.
Alameda County
- Eastshore State Park (State Seashore)
- Bethany Reservoir (State Recreation Area)
- Emeryville Crescent State Marine Reserve (Park Property)
- Albany State Marine Reserve (Park Property)
- Robert W. Crown Memorial (State Beach)
- Lake Del Valle (State Recreation Area)

Alpine County
- Grover Hot Springs (State Park)

Amador County
- Indian Grinding Rock (State Historic Park)

Butte County
- Bidwell Mansion (State Historic Park)
- Lake Oroville (State Recreation Area)
- Bidwell-Sacramento River (State Park)
- Clay Pit (State Vehicular Recreation Area)

Calaveras County
- Calaveras Big Trees (State Park)

Colusa County
- Colusa-Sacramento River (State Recreation Area)

Contra Costa County
- Franks Tract (State Recreation Area)
- Mount Diablo (State Park)
- John Marsh Home (Park Property)

Del Norte County
- Tolowa Dunes  (State Park)
- Jedediah Smith Redwoods (State Park)
- Del Norte Coast Redwoods State Park

El Dorado County
- Lake Valley (State Recreation Area)
- Ed Z'berg - Sugar Pine Point (State Park)
- Washoe Meadows (State Park)
- D. L. Bliss (State Park)
- Emerald Bay (State Park)
- Marshall Gold Discovery  (State Historic Park)

Fresno County
- Millerton Lake

Humboldt County
- John B. Dewitt Redwoods (State Reserve)
- Fort Humboldt (State Historic Park)
- Prairie Creek Redwoods State Park
- Humboldt Lagoons (State Park)
- Patrick's Point (State Park)
- Trinidad (State Beach)
- Little River (State Beach)
- Azalea (State Reserve)
- Harry A. Merlo (State Recreation Area)
- Grizzly Creek Redwoods (State Park)
- Richardson Grove (State Park)
- Humboldt Redwoods (State Park)
- Benbow Lake (State Recreation Area)
- Sinkyone Wilderness (State Park)

Imperial County
- Heber Dunes (State Vehicular Recreation Area)
- Picacho (State Recreation Area)

Inyo County
- Geen

Kern County
- Red Rock Canyon (State Park)
- Tule Elk (State Reserve)
- Fort Tejon (State Historic Park)
- Tomo-Kahni (State Historic Park)

Kings County
- Geen

Lake County
- Anderson Marsh (State Historic Park)
- Clear Lake (State Park)

Lassen County
- Geen

Los Angeles County
- Will Rogers (State Beach)
- Santa Susana Pass (State Historic Park)
- Kenneth Hahn (State Recreation Area)
- Dockweiler (State Beach)
- Saddleback Butte (State Park)
- Watts Towers of Simon Rodia (State Historic Park)
- Pío Pico (State Historic Park)
- Los Encinos (State Historic Park)
- Robert H. Meyer Memorial (State Beach)
- Verdugo Mountains (Park Property)
- Castaic Lake (State Recreation Area)
- Antelope Valley Indian Museum (State Historic Park)
- Malibu Creek (State Park)
- Leo Carrillo (State Park)
- Malibu Lagoon (State Beach)
- Placerita Canyon (State Park)
- Point Dume (State Beach)
- Santa Monica (State Beach)
- Will Rogers (State Historic Park)
- Antelope Valley California Poppy Reserve (State Reserve)
- Topanga (State Park)
- Arthur B. Ripley Desert Woodland (State Park)
- Los Angeles (State Historic Park)
- Rio de Los Angeles State Park (State Recreation Area)

Madera County
- Wassama Round House (State Historic Park)

Marin County
- China Camp (State Park)
- Angel Island (State Park)
- Olompali State Historic Park
- Marconi Conference Center (State Historic Park)
- Mount Tamalpais (State Park)
- Samuel P. Taylor State Park
- Tomales Bay (State Park)

Mariposa County
- California State Mining and Mineral Museum (Park Property)

Mendocino County
- Point Cabrillo Light Station (Park Property)
- Caspar Headlands (State Reserve)
- Caspar Headlands (State Beach)
- Greenwood (State Beach)
- Smithe Redwoods State Reserve
- Schooner Gulch (State Beach)
- Standish-Hickey (State Recreation Area)
- Admiral William Standley (State Recreation Area)
- MacKerricher (State Park)
- Hendy Woods (State Park)
- Reynolds (Wayside Campground)
- Russian Gulch State Park
- Van Damme State Park
- Montgomery Woods (State Reserve)
- Navarro River Redwoods (State Park)
- Jug Handle (State Reserve)
- Manchester (State Park)
- Mailliard Redwoods (State Reserve)
- Westport-Union Landing (State Beach)
- Mendocino Headlands State Park
- Mendocino Woodlands State Park

Merced County
- McConnell (State Recreation Area)
- George J. Hatfield (State Recreation Area)
- San Luis Reservoir (State Recreation Area)
- Great Valley Grasslands (State Park)
- Pacheco (State Park)

Modoc County
- Geen

Mono County
- Bodie (State Historic Park)
- Mono Lake Tufa (State Reserve)

Monterey County
- John Little (State Reserve)
- Pfeiffer Big Sur (State Park)
- Point Sur (State Historic Park)
- Fremont Peak (State Park)
- Limekiln (State Park)
- Julia Pfeiffer Burns (State Park)
- Garrapata (State Park)
- Asilomar (State Beach)
- Carmel River (State Beach)
- Point Lobos Ranch (Park Property)
- Point Lobos (State Reserve)
- Zmudowski (State Beach)
- Salinas River (State Beach)
- Moss Landing (State Beach)
- Monterey (State Historic Park)
- Monterey (State Beach)
- Fort Ord Dunes (State Park)
- Marina (State Beach)
- Andrew Molera (State Park)
- Hatton Canyon (Park Property)

Napa County
- Bale Grist Mill (State Historic Park)
- Bothe-Napa Valley (State Park)
- Robert Louis Stevenson (State Park)

Nevada County
- Donner Memorial (State Park)
- Empire Mine (State Historic Park)
- Malakoff Diggins (State Historic Park)
- South Yuba River (State Park)

Orange County
- Bolsa Chica (State Beach)
- Huntington (State Beach)
- Crystal Cove (State Park)
- Chino Hills (State Park)
- Corona del Mar (State Beach)
- Doheny (State Beach)
- San Clemente (State Beach)

Placer County
- Burton Creek (State Park)
- Tahoe (State Recreation Area)
- Folsom Lake (State Recreation Area)
- Auburn (State Recreation Area)
- Kings Beach (State Recreation Area)
- Ward Creek (Park Property)

Plumas County
- Plumas-Eureka (State Park)

Riverside County
- San Timoteo Canyon (Park Property)
- Indio Hills Palms (Park Property)
- Mount San Jacinto (State Park)
- California Citrus (State Historic Park)
- Salton Sea (State Recreation Area)
- Lake Perris (State Recreation Area)

Sacramento County
- California State Railroad Museum (Point of Interest)
- Folsom Powerhouse (State Historic Park)
- Delta Meadows (Park Property)
- Stone Lake (Park Property)
- California State Capitol (Park Property)
- Old Sacramento (State Historic Park)
- Governor's Mansion (State Historic Park)
- State Indian Museum (State Historic Park)
- Brannan Island (State Recreation Area)
- Sutter's Fort (State Historic Park)
- Prairie City (State Vehicular Recreation Area)
- Leland Stanford Mansion (State Historic Park)

San Benito County
- San Juan Bautista (State Historic Park)
- Hollister Hills (State Vehicular Recreation Area)

San Bernardino County
- Providence Mountains (State Recreation Area)
- Silverwood Lake (State Recreation Area)
- Wildwood Canyon (Park Property)

San Diego County
- San Pasqual Battlefield (State Historic Park)
- Cardiff (State Beach)
- San Elijo (State Beach)
- Old Town San Diego (State Historic Park)
- Carlsbad (State Beach)
- Anza-Borrego Desert (State Park)
- San Onofre (State Beach)
- Torrey Pines (State Beach)
- Border Field (State Park)
- Cuyamaca Rancho (State Park)
- Palomar Mountain (State Park)
- Tijuana Estuary NP (Point of Interest)
- South Carlsbad (State Beach)
- Leucadia (State Beach)
- Moonlight (State Beach)
- Ocotillo Wells (State Vehicular Recreation Area)
- Silver Strand (State Beach)
- Torrey Pines (State Reserve)

San Francisco County
- Candlestick Point (State Recreation Area)

San Joaquin County
- Caswell Memorial (State Park)
- Carnegie (State Vehicular Recreation Area)

San Luis Obispo County
- Oceano Dunes (State Vehicular Recreation Area)
- Morro Strand (State Beach)
- Morro Bay (State Park)
- Pismo (State Beach)
- Los Osos Oaks (State Reserve)
- William Randolph Hearst Memorial (State Beach)
- San Simeon (State Park)
- Hearst San Simeon (State Historical Monument)
- Montaña de Oro (State Park)
- Cayucos (State Beach)
- Estero Bay (Park Property)

San Mateo County
- Año Nuevo (State Park)
- Portola Redwoods (State Park)
- Montara (State Beach)
- Point Montara Light Station (Park Property)
- Burleigh H. Murray Ranch (Park Property)
- Butano (State Park)
- Pacifica (State Beach)
- San Bruno Mountain (State Park)
- Thornton (State Beach)
- Pigeon Point Light Station (State Historic Park)
- Pomponio (State Beach)
- Pescadero (State Beach)
- Año Nuevo (State Reserve)
- Bean Hollow (State Beach)
- Gray Whale Cove (State Beach)
- San Gregorio (State Beach)
- Half Moon Bay (State Beach)

Santa Barbara County
- El Capitán (State Beach)
- Gaviota (State Park)
- La Purísima Mission (State Historic Park)
- Refugio (State Beach)
- Point Sal (State Beach)
- El Presidio de Santa Barbara (State Historic Park)
- Carpinteria (State Beach)
- Chumash Painted Cave (State Historic Park)

Santa Clara County
- Henry W. Coe (State Park)
- Martial Cottle Project (Park Property)

Santa Cruz County
- Castro Adobe (Park Property)
- The Forest of Nisene Marks (State Park)
- Castle Rock (State Park)
- Big Basin Redwoods (State Park)
- New Brighton (State Beach)
- Seacliff (State Beach)
- Sunset (State Beach)
- Manresa (State Beach)
- Twin Lakes (State Beach)
- Santa Cruz Mission (State Historic Park)
- Natural Bridges (State Beach)
- Wilder Ranch (State Park)
- Lighthouse Field (State Beach)
- Henry Cowell Redwoods (State Park)

Shasta County
- Ahjumawi Lava Springs (State Park)
- Castle Crags (State Park)
- McArthur-Burney Falls Memorial (State Park)
- Shasta (State Historic Park)

Sierra County
- Geen

Siskiyou County
- Geen

Solano County
- Benicia Capitol (State Historic Park)
- Benicia (State Recreation Area)

Sonoma County
- Annadel (State Park)
- Austin Creek (State Recreation Area)
- Salt Point (State Park)
- Kruse Rhododendron (State Reserve)
- Fort Ross (State Historic Park)
- Armstrong Redwoods (State Reserve)
- Sonoma Coast (State Beach)
- Petaluma Adobe (State Historic Park)
- Sugarloaf Ridge (State Park)
- Sonoma (State Historic Park)
- Jack London (State Historic Park)

Stanislaus County
- Turlock Lake (State Recreation Area)

Sutter County
- Sutter Buttes (State Park)

Tehama County
- William B. Ide Adobe (State Historic Park)
- Woodson Bridge (State Recreation Area

Trinity County
- Weaverville Joss House (State Historic Park)

Tulare County
- Colonel Allensworth (State Historic Park)

Tuolumne County
- Columbia (State Historic Park)
- Railtown 1897 (State Historic Park)

Ventura County
- San Buenaventura (State Beach)
- Hungry Valley (State Vehicular Recreation Area)
- Mandalay (State Beach)
- Emma Wood  (State Beach)
- McGrath (State Beach)
- Point Mugu (State Park)

Yolo County
- Woodland Opera House (State Historic Park)

Yuba County
- Geen